# 24K Magic (álbum)
24K Magic (en español: Magia de veinticuatro quilates) es el tercer álbum de estudio del Cantante y Compositor Norteamericano Bruno Mars. Fue lanzado el 18 de noviembre de 2016 por Atlantic Records. Registrando hasta el 15 de marzo de 2017 más de un millón novecientas mil copias en todo el mundo. La pista del mismo título fue lanzada como el primer sencillo del disco el 7 de octubre de 2016, y ha llegado al puesto número cuatro del conteo de éxitos del Billboard Hot 100. El segundo sencillo, «That's What I Like», fue lanzado a finales de enero de 2017, y ha logrado obtener el puesto número 1 de la misma lista, convirtiéndose así en el séptimo sencillo de Mars que encabeza el Hot 100. En la 60° Entrega de los Grammy, realizada en 2018, el álbum fue galardonado como «Mejor Álbum del Año».

## Antecedentes
24K Magic (en español: Magia de veinticuatro quilates) es el tercer álbum de estudio del artista estadounidense Bruno Mars. Fue lanzado el 18 de noviembre de 2016 por Atlantic Records. Registrando hasta el 1 de junio de 2017 más de dos millones cien mil copias en todo el mundo. La pista del mismo título fue lanzada como el primer sencillo del disco el 7 de octubre de 2016, y ha llegado al puesto número cuatro del conteo de éxitos del Billboard Hot 100. El segundo sencillo, «That's What I Like», fue lanzado a finales de enero de 2017, y ha llegado al puesto número 1 de la misma lista. Después de finalizar el Moonshine Jungle Tour, Mars comenzó a trabajar en su tercer álbum de estudio. Él escribió en su Facebook «Ahora es el momento de empezar a escribir el capítulo 3». Al artista no se le había ocurrido una fecha para el lanzamiento, afirmando que «hasta que se hiciera», añadiendo «Tiene que ser tan bueno (como el anterior) si no mejor». Anteriormente, el cantautor fue entrevistado por that's Shanghai y dio algunos detalles del nuevo disco, en donde confirmó a Mark Ronson y Jeff Bhasker como productores. Además, añadió, «Quiero escribir mejores canciones, quiero cantar en mejores espectáculos, quiero hacer mejores vídeos musicales. Quiero que mi próximo álbum sea mejor que el primero y el segundo.» Ronson, en una entrevista concedida a Digital Spy, confesó que él y Mars no se habían reunido en el estudio desde que trabajaron en «Uptown Funk». Se sabe que el ingeniero Charles Moniz, (quien había colaborado previamente en Unorthodox Jukebox) había vuelto a trabajar con Mars en su tercer proyecto discográfico. El mismo ingeniero confirmó que el álbum estaba a punto de ser terminado y que Mars había hecho una evolución en su sonido, llamándolo «El próximo movimiento de Bruno». Rolling Stone clasificó el tercer álbum de Mars como uno de los 20 más esperados del 2016. El padre de Mars confirmó que el álbum de su hijo podría haberse lanzado en marzo, pero debido a su aparición en el show de medio tiempo del Super Bowl, se pospuso varios meses. También ha confirmado que siete canciones ya han sido grabadas.
Mars ha estado en el estudio con Skrillex. Este último dijoː «lo que estamos haciendo es tan jodidamente diferente, impresionante, de otro nivel y suena como ninguna otra cosa que haya hecho antes». En otra entrevista Skrillex afirmó: «Quién sabe si voy a hacer algo típico de Skrillex con él, pero tiene una visión para su álbum, y yo estoy ayudando a producirle algunas de las canciones». Mars ha tocado algunas de sus nuevas canciones a Missy Elliot. Jamareo Artis de The Hooligans ha confirmado que Mars y el han «estado trabajando en este proyecto durante aproximadamente un año, tratando con diferentes ideas y experimentando». Explicó «que va a tener un nuevo sonido, y hasta ahora el material es muy diferente al anterior» y que posiblemente sea lanzado «en algún momento de este año». Artis ha participado en el proyecto de diferentes maneras, como por ejemplo en la dirección de ciertas ideas, atascos en las líneas de bajo en el estudio, o incluso «empezar una canción de la nada, en cualquier tecla con cualquier ranura o vibra». Andrew Wyatt, que ha estado involucrado en Mars en sus dos discos anteriores, ha estado en el estudio con Mars.

## Lanzamiento y promoción

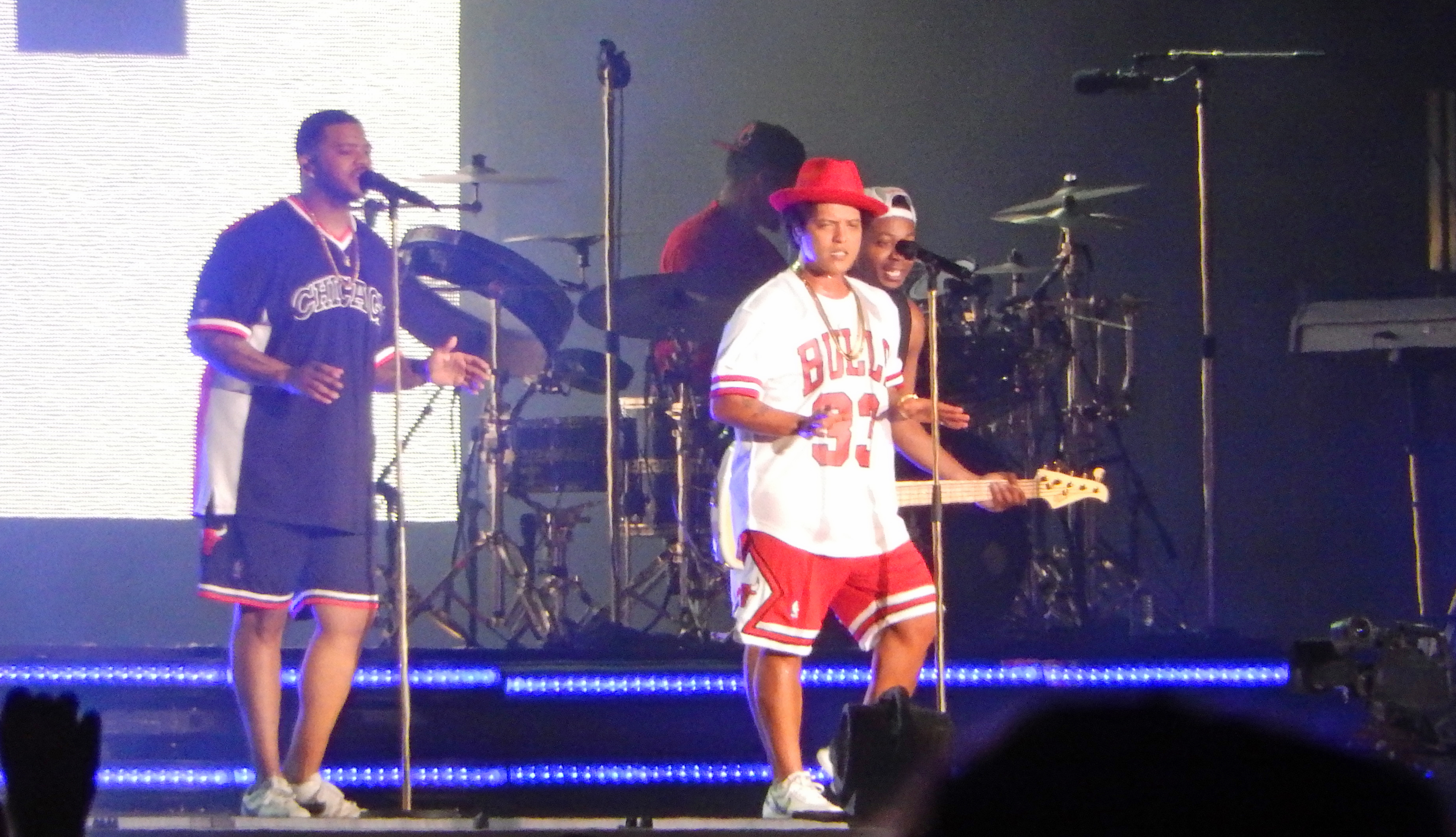
Mars durante el 24K Magic World Tour, como parte del festival Lollapalooza en 2018 en Chicago, Illinois.

El 7 de octubre de 2016, Mars lanzó el primer sencillo «24K Magic», junto con su video musical. También dio a conocer las portadas oficiales del álbum y un enlace para pre-orden del álbum. Cuatro diferentes envoltorios se pusieron a disposición para pre-orden en el sitio web oficial de Mars.

## Recepción
24K Magic recibió una recepción crítica en su mayoría favorable al momento del lanzamiento. Jim Carroll dijo: «Mars demuestra que es un operador inteligente cuando se trata del tipo de pop que tiene todos los accesorios necesarios para diseñar gusanos de oreja, pero es lo suficientemente fuerte como para saber que a menudo se requiere un poco de salsa especial». Andy Kellman calificó el álbum 4 de 5 estrellas. Jonathan Wroble de Slant Magazine le dio al álbum tres de 5 estrellas. Nolan Feeney de Entertainment Weekly lo calificó de B +. [27] Cleveland.com le otorgó 4 de 5 estrellas. USA Today le dio una revisión mixta, calificando como «el disco más pulido hasta el momento de Mars y un elogioso avance de la producción. Pero a diferencia del clásico R&B que se esfuerza por emular, también es extrañamente distante. Marte a menudo se basa en clichés letras y llamó por teléfono a las voces, y se aleja de la vulnerabilidad que lo llevó a los fanáticos de las baladas 'Grenade' y 'When I Was Your Man'. 'Uptown Funk' puede haber señalado una nueva dirección lucrativa para la estrella del pop, pero esperemos que no perdió su alma en el proceso «. Rolling Stone lo calificó con 3 de 5 estrellas. The Observer calificó el álbum con tres de cinco estrellas. [58] Consecuencia de sonido le otorgó una calificación de B. Idolator le dio al álbum una excelente crítica, calificándolo con 4.5 estrellas de 5. Billboard hizo una revisión canción por canción comparando las canciones con las de otros artistas y ver de dónde vino la inspiración. The Guardian tres de cinco estrellas. La revista Q escribió «Al final, el lujoso exterior de 24k Magic escribe que su alma no puede cobrar». Cleveland.com le otorgó 4 de 5 estrellas. The Independent le dio al álbum una crítica negativa, otorgando dos estrellas de cinco

## Lista de canciones
| N.º   | Título                    | Escritor(es)                                       | Productor(s)                         | Duración |  |
| 1.    | «24K Magic»               | Bruno Mars Philip Lawrence Christopher Brody Brown | Shampoo Press & Curl The Stereotypes | 3:46     |  |
| 2.    | «Chunky»                  |                                                    |                                      | 3:07     |  |
| 3.    | «Perm»                    |                                                    |                                      | 3:30     |  |
| 4.    | «That's What I Like»      |                                                    |                                      | 3:26     |  |
| 5.    | «Versace on the Floor»    |                                                    |                                      | 4:21     |  |
| 6.    | «Straight Up & Down»      |                                                    |                                      | 3:18     |  |
| 7.    | «Calling All My Lovelies» |                                                    |                                      | 4:10     |  |
| 8.    | «Finesse»                 |                                                    |                                      | 3:11     |  |
| 9.    | «Too Good to Say Goodbye» |                                                    |                                      | 4:41     |  |
| 33:30 |                           |                                                    |                                      |          |  |

## Historial de lanzamientos
| Región        | Fecha                   | Formato(s)          | Discográfica | Ref.   |
| ------------- | ----------------------- | ------------------- | ------------ | ------ |
| Todo el mundo | 18 de noviembre de 2016 | CD Descarga digital | Atlantic     | [ 35 ] |

## Gráfica

### Semanal
| Listas (2016–18)                        | Posición |
| --------------------------------------- | -------- |
| Alemania (Offizielle Top 100)           | 9        |
| Australia (ARIA)                        | 3        |
| Austria (Ö3 Austria)                    | 14       |
| Bélgica (Ultratop flamenca)             | 4        |
| Bélgica (Ultratop valona)               | 5        |
| Canadá (Billboard Canadian Albums)      | 2        |
| Croacia (Croatian Albums Chart)         | 4        |
| República Checa (ČNS IFPI)              | 17       |
| Dinamarca (Hitlisten)                   | 6        |
| Escocia (OCC)                           | 5        |
| España (PROMUSICAE)                     | 4        |
| Estados Unidos (Billboard 200)          | 2        |
| Estados Unidos (Top R&B/Hip-Hop Albums) | 1        |
| Finlandia (Suomen Virallinen Lista)     | 17       |
| Francia (SNEP)                          | 2        |
| Hungría (MAHASZ)                        | 5        |
| Irlanda (IRMA)                          | 4        |
| Italia (FIMI)                           | 14       |
| Japón (Oricon)                          | 3        |
| México (AMPROFON)                       | 7        |
| Noruega (VG-lista)                      | 8        |
| Nueva Zelanda (Recorded Music NZ)       | 2        |
| Países Bajos (Album Top 100)            | 5        |
| Polonia (ZPAV)                          | 34       |
| Portugal (AFP)                          | 5        |
| Reino Unido (UK Albums Chart)           | 3        |
| Suecia (Sverigetopplistan)              | 7        |
| Suiza (Schweizer Hitparade)             | 4        |
| Taiwán (Five Music)                     | 1        |

### Fin de año
| Listas (2016)                      | Posición |
| ---------------------------------- | -------- |
| Australian Albums (ARIA)           | 33       |
| Belgian Albums (Ultratop Flanders) | 36       |
| Belgian Albums (Ultratop Wallonia) | 81       |
| Dutch Albums (MegaCharts)          | 59       |
| French Albums (SNEP)               | 33       |
| Mexican Albums (AMPROFON)          | 79       |
| New Zealand Albums (RMNZ)          | 27       |
| UK Albums (OCC)                    | 24       |

| Listas (2017)                         | Posición |
| ------------------------------------- | -------- |
| Australian Albums (ARIA)              | 16       |
| Belgian Albums (Ultratop Flanders)    | 24       |
| Belgian Albums (Ultratop Wallonia)    | 69       |
| Canadian Albums (Billboard)           | 6        |
| Danish Albums (Hitlisten)             | 18       |
| Dutch Albums (MegaCharts)             | 21       |
| French Albums (SNEP)                  | 65       |
| Italian Albums (FIMI)                 | 72       |
| Mexican Albums (AMPROFON)             | 70       |
| New Zealand Albums (RMNZ)             | 7        |
| Swedish Albums (Sverigetopplistan)    | 29       |
| Swiss Albums (Schweizer Hitparade)    | 62       |
| UK Albums (OCC)                       | 25       |
| US Billboard 200                      | 2        |
| US Top R&B/Hip-Hop Albums (Billboard) | 3        |

| Listas (2018)                         | Posición |
| ------------------------------------- | -------- |
| Belgian Albums (Ultratop Flanders)    | 40       |
| Canadian Albums (Billboard)           | 50       |
| Japanese Albums (Billboard Japan)     | 51       |
| New Zealand Albums (RMNZ)             | 15       |
| UK Albums (OCC)                       | 86       |
| US Billboard 200                      | 26       |
| US Top R&B/Hip-Hop Albums (Billboard) | 17       |